# Autobahndreieck Neuss-Süd
Das Autobahndreieck Neuss-Süd (Abkürzung: AD Neuss-Süd) ist ein in Trompetenform angelegtes Autobahndreieck in Nordrhein-Westfalen in der Metropolregion Rhein-Ruhr. Es verbindet die Bundesautobahn 46 (Düsseldorf – Wuppertal) mit der Bundesautobahn 57 (Goch-Köln; Trans-Niederrhein-Magistrale; E 31).

## Geografie
Das Autobahndreieck liegt auf dem Stadtgebiet von Neuss. Nächstgelegene Stadtteile sind Norf, Uedesheim und Allerheiligen. Es befindet sich etwa 6,2 km südöstlich von Neuss-Zentrum (Landestheater), etwa 7,4 km südwestlich von Düsseldorf (Graf-Adolf-Platz), 25 km südlich von Krefeld und etwa 28 km nordwestlich von Köln (Domplatte). Unmittelbar westlich des Kreuzes beginnt eine gemeinsame Streckenführung der A 46 und der A 57 bis zum Kreuz Neuss-West.
Das Autobahndreieck Neuss-Süd trägt auf der A 46 die Anschlussstellennummer 21, auf der A 57 die Nummer 24.

## Geschichte
Das Autobahndreieck Neuss-Süd entstand 1983 durch die Anbindung der A 46 zuvor B1 an die dort bereits seit der ersten Hälfte der 1960er Jahre entlangführenden A 57. Ursprünglich sollte hier ein Autobahnkreuz mit der A 46 und A 57 entstehen.

## Bauform und Ausbauzustand
Die Autobahn 57 ist im Bereich des Autobahndreiecks sechsspurig ausgebaut, geht jedoch direkt nach dem Ende des Autobahndreiecks in Richtung Süden in einen vierspurigen Abschnitt über. Eine Erweiterung dieses Abschnitts um je eine zusätzliche Fahrspur pro Richtung ist im Bundesverkehrswegeplan als vordringlicher Bedarf eingetragen und befindet sich momentan im Planfeststellungsverfahren. Auch die Fahrbahn der Autobahn 46 ist bis kurz vor dem Kreuz sechsspurig ausgebaut, bis sie sich in diesem aufteilt.
Das Autobahndreieck wurde als provisorische linksgeführte Trompete angelegt, wobei sich das Ohr im südöstlichen Quadranten befindet. Das Autobahndreieck ist sehr groß dimensioniert, da zwischen den Verbindungsrampen A 57 Köln–A 46 Wuppertal und A 46 Wuppertal–A 57 Krefeld gegenüber dem restlichen Dreieck sehr große Flächen freigehalten wurden. Dies erklärt sich dadurch, dass es ursprünglich ein Autobahnkreuz in Kleeblattform werden sollte, da die A 46 ursprünglich südlicher durch Neuss trassiert werden sollte. Dies ist auch daran erkennbar, dass das Ohr der Trompete ähnlich wie das Ohr eines Kleeblatts erst recht spät, nachdem die beim Dreieck einmündende Autobahn überquert wurde, in die Hauptfahrbahn einmündet. Da diese Planungen verworfen wurden, verläuft die A 46 zwischen Neuss-Süd und Neuss-West auf der A 57.

## Verkehrsaufkommen
Das Kreuz wurde im Jahr 2015 täglich von rund 120.000 Fahrzeugen befahren.
| Von                  | Nach                      | Durchschnittliche tägliche Verkehrsstärke | Durchschnittliche tägliche Verkehrsstärke | Durchschnittliche tägliche Verkehrsstärke | Anteil Schwerlastverkehr | Anteil Schwerlastverkehr | Anteil Schwerlastverkehr |
| Von                  | Nach                      | 2005                                      | 2010                                      | 2015                                      | 2005                     | 2010                     | 2015                     |
| -------------------- | ------------------------- | ----------------------------------------- | ----------------------------------------- | ----------------------------------------- | ------------------------ | ------------------------ | ------------------------ |
| AD Neuss-Süd         | AS Neuss-Uedesheim (A 46) | 59.900                                    | 59.000                                    | 69.600                                    | 12,6 %                   | 10,6 %                   | 11,3 %                   |
| AS Neuss-Norf (A 57) | AD Neuss-Süd              | 91.800                                    | 89.900                                    | 93.900                                    | 13,0 %                   | 10,6 %                   | 11,6 %                   |
| AD Neuss-Süd         | AS Dormagen (A 57)        | 68.800                                    | 69.100                                    | 75.300                                    | 10,7 %                   | 08,8 %                   | 13,8 %                   |